# Tomoyo Daidouji
Tomoyo Daidouji (大道寺 知世?, Daidōji Tomoyo) è un personaggio immaginario della serie Card Captor Sakura, creata dalle CLAMP. Sia nel manga che nell'anime ricopre un ruolo principale, in quanto è la migliore amica della protagonista, Sakura Kinomoto.

## Nome
Il nome Tomoyo (知世?) può essere al meglio tradotto come 'saggezza popolare'. Questo nome è molto appropriato, perché Tomoyo è una ragazza molto intelligente e perspicace nel capire i sentimenti delle altre persone; foneticamente assomiglia anche alla parola tomo (友?), che vuol dire amico: è un gioco di parole voluto dato il ruolo con la protagonista Sakura. Il suo cognome, Daidōji (大道寺?), può significare sia 'tempio dei grandi princìpi', sia 'strada principale del tempio'.

## Personalità
Tomoyo è la migliore amica di Sakura Kinomoto. Quando scopre che Sakura è diventata una cattura carte, Tomoyo diventa la sua prima assistente, creando dei vestiti per la sua migliore amica, e filmandola durante le sue avventure.
La madre di Tomoyo, Sonomi, è la presidentessa della Daidōji Toy Company. È anche la cugina di Nadeshiko Kinomoto, la defunta madre di Sakura: questo rende Sakura e Tomoyo cugine di secondo grado. Il padre di Tomoyo non è mai apparso nella serie, ma in un'intervista le CLAMP hanno affermato di avere informazioni su di lui, ma che non le hanno mai rivelate.
La casa dei Daidōji è molto grande, costruita in uno stile prettamente occidentale. Tutta la famiglia dispone di molte cameriere e guardie del corpo, alcune affidate alla sorveglianza di Tomoyo.
Tomoyo fa parte del coro della scuola, e canta spesso anche nelle recite. Una delle sue qualità maggiori è l'altruismo, soprattutto verso Sakura. Tomoyo è gentile, premurosa, molto intelligente, meticolosa, e molto melodica. Inizialmente aiuta Sakura con le sue relazioni romantiche, prima con Yukito Tsukishiro, e poi con Syaoran Li. Tomoyo aiuta Syaoran a dichiararsi a Sakura e viceversa.

## Relazioni

### Sakura
La relazione di Tomoyo con Sakura è basata sull'amore e sull'amicizia. Tomoyo è infatti molto attaccata a Sakura, e in alcuni momenti sembra essere ossessionata o innamorata della ragazza.
Il loro primo incontro avvenne in terza elementare, quando Sakura regalò a Tomoyo una gomma per cancellare, perché quest'ultima aveva dimenticato la sua. Così, questa gomma, usata solo quella volta, divenne l'oggetto più prezioso per Tomoyo.
Quell'unico segno di gentilezza portò le due ragazze a condividere un'amicizia molto speciale.
Nel manga, Tomoyo confessa il suo amore per Sakura molte volte, anche se non direttamente. Ad ogni modo, i sentimenti che Sakura prova per Tomoyo sono sempre più vicini all'amicizia, in quanto il suo amore è riservato soltanto a Yuki e in seguito a Syaoran. Tomoyo non sembra mai infastidita o gelosa delle relazioni di Sakura, ma appare aiutarla in molti modi: fino a quando Sakura è felice, anche Tomoyo lo è.
In una specifica conversazione, Tomoyo ha affermato che sarebbe molto entusiasta se le persone che ama, la amassero a sua volta. Ma ciò che davvero importa per lei è che la persona che ama sia felice.

### Touya
All'inizio del manga, una delle quattro mangaka che compongono il gruppo CLAMP, non era consapevole dell'amore provato da Tomoyo per Sakura. Così, in alcune scene iniziali, Tomoyo aveva una leggera cotta per Touya, fratello di Sakura. Dopo che le CLAMP avevano discusso questo particolare, Tomoyo iniziò a mostrare più interesse verso Sakura. L'arrossire di Tomoyo di fronte a Touya verrà giustificato per la somiglianza delle orecchie tra i due fratelli.

## Crossover
Tomoyo, come Sakura, viene presa come spunto per un personaggio di Tsubasa RESERVoir CHRoNiCLE, conosciuto come Tomoyo o Tsukuyomi. In questo manga, firmato CLAMP, è la principessa del regno del Giappone, e anche una potentissima miko. Appare come una versione adulta di Tomoyo Daidōji in Card Captor Sakura.
Nell'universo del Regno di Piffle nello stesso manga, Tomoyo è la presidentessa del Piffle Princess, una corporazione ripresa in vari manga delle autrici. Il carattere di questa Tomoyo è molto simile a quello della vera Tomoyo in Card Captor Sakura: Tomoyo viene infatti vista con una videocamera, intenta a filmare Sakura e il suo costume. È anche accerchiata da guardie del corpo, proprio come la vera Tomoyo.
Altre apparizione includono un'altra versione di Tomoyo come studentessa nella Repubblica di Hanshin, mentre nel lungometraggio animato La principessa del Paese delle gabbie per uccelli Tomoyo è una principessa di un regno comandato dal suo tirannico zio.